# Ciudad de la Paz
Ciudad de la Paz, tot 2017 Oyala genaamd, is een onder constructie zijnde stad in Equatoriaal-Guinea. Het zal de hoofdstad van het land worden en is gelegen in de provincie Djibholo, in 2017 afgesplitst van de provincie Wele-Nzas.

## Overzicht
Het dorpje Oyala aan de Wele werd door president Teodoro Obiang Nguema Mbasogo aangewezen als locatie voor een nieuwe hoofdstad. De huidige hoofdstad, Malabo, ligt op het eiland Bioko. De bedoeling van de president is om de regeringszetel te verplaatsen naar het vasteland. De stad werd ontworpen door een Portugees bureau. In 2017 kreeg Oyala de naam Ciudad de la Paz. Er zal plaats zijn voor 200.000 inwoners, meer dan een kwart van de huidige populatie van Equatoriaal-Guinea.